# 萨扬 (亚利桑那州)
萨扬（英文：Tusayan），是美国亚利桑那州科科尼诺县下属的一座城市。面积约为8.91平方英里（约合23.1平方公里）。根据2010年美国人口普查，该市有人口558人，人口密度为62.6/平方英里。在建制上，该市属于“Town”。